# Powiat Neurode
Powiat Neurode (niem. Kreis Neurode, pol. powiat noworudzki) – niemiecki powiat istniejący w okresie od 1854 do 1932 r. na terenie rejencji wrocławskiej prowincji śląskiej.
Powiat powstał w 1854 r., kiedy rejon Nowej Rudy i Radkowa wydzielono z powiatu Glatz. W 1932 r. powiat Neurode włączono ponownie do powiatu Glatz. W 1945 r. region zajęła Armia Czerwona, a teren byłego powiatu przeszedł pod polską administrację.
W 1910 r. powiat obejmował 62 gminy o powierzchni 317,04 km² zamieszkanych przez 52.872 osób.